# 山下一海
山下 一海（やました かずみ、男性、1932年3月7日 - 2010年2月15日）は、日本の俳文学者。鶴見大学名誉教授。

## 人物
福岡県福岡市生まれ。幼時から両親の影響で俳句に親しみ、小学校上級から中学にかけて句作に熱中した。やがて句作からは離れたが、早稲田大学文学部国文学科卒、大学院で近世文学を専攻。
成城大学短期大学部助教授、鶴見大学文学部国文科教授を務めた。著書は多く、松尾芭蕉、与謝蕪村など近世俳人についての研究、評論が多い。
2010年2月15日、逝去。77歳没。

## 著書
- 中興期俳諧の研究 暮雨巷暁台 桜楓社 1965
- 芭蕉の論 桜楓社 1976
- 蕪村の世界 有斐閣 1982.11
- 芭蕉の世界 角川選書 1985.7
- 与謝蕪村 戯遊の俳人 新典社（日本の作家） 1986.2
- 俳句・そのこころ 日本放送出版協会（NHK市民大学） 1988.7
- 昭和歳時記 角川選書 1990.5
- 芭蕉と蕪村 角川選書 1991.3
- 俳句で読む正岡子規の生涯 永田書房 1992.3
- 芭蕉と蕪村の世界 武蔵野書院 1994.7
- 芭蕉百名言 富士見書房 1996.6
- 見付けぬ花 知られざる芭蕉の佳句 小沢書店 1997.7
- 俳句への招待 十七音の世界にあそぶ 小学館ジェイブックス 1998.4
- 俳々逸諧 ふらんす堂文庫 1998.5
- 俳句の歴史 室町俳諧から戦後俳句まで 朝日新聞社 1999.4
- 子規新古 武蔵野書院 2001.9
- 名句物語 朝日新聞社 2002.12
- おくのほそ道をゆく 北溟社 2007.8
- 古句新響 俳句で味わう江戸のこころ みやび出版・東京堂出版 2008.1
- 白の詩人 蕪村新論 ふらんす堂 2009.3
- 芭蕉百名言　角川ソフィア文庫 2010.5
- 山下一海著作集 全9巻・別巻 おうふう 2013～2018

1. 芭蕉 Ⅰ
2. 芭蕉 Ⅱ
3. 蕪村
4. 芭蕉と蕪村
5. 俳諧の諸相
6. 近世俳句評釈
7. 古典と近代
8. 正岡子規
9. 近現代俳句

別巻. 俳論・随想・著作目録

## 編著・校訂など
- 俳句用語の基礎知識 村山古郷共編 角川選書 1984.1
- 校注おくのほそ道 松尾芭蕉 武蔵野書院 1986.3
- 蕪村全集 第4巻 尾形仂と校注 講談社 1994.8
- 蕪村全集 第7巻 丸山一彦と校注 講談社 1995.4
- 新日本古典文学大系 73 天明俳諧集 校注 岩波書店 1998.4
- 俳句の本 光と風と水と 川名大共著 朝日出版社 2000.1
- 俳句で歩く江戸東京 吟行八十八ケ所巡り 槍田良枝共著 中央公論新社 2003.10
- 総合芭蕉事典 栗山理一監修 尾形仂、復本一郎共編 雄山閣 2003.5